# Haralakere, Turuvekere
Haralakere là một làng thuộc tehsil Turuvekere, huyện Tumkur, bang Karnataka, Ấn Độ.